# Neptune City
Neptune City – miasto w Stanach Zjednoczonych, w stanie New Jersey, w hrabstwie Monmouth. W 2010 roku liczyło 4869 mieszkańców.
W mieście urodził się aktor Jack Nicholson.